# Кувандик
Кувандик (на руски: Кувандык) е град в Русия, административен център на Кувандикски район, Оренбургска област. Населението му към 1 януари 2018 година е 23 763 души.